# Ivo Vodseďálek
Ivo Vodseďálek (8. srpna 1931 Praha – 19. září 2017) byl český básník, výtvarník a podnikatel v cestovním ruchu.
Po maturitě pracoval v dělnických profesích jako montér a stavební dělník, v letech 1953 až 1988 byl zaměstnaný jako projektant v národním podniku Chemoprojekt. V letech 1950–1953/1955 vedl spolu s Egonem Bondym samizdatovou edici Půlnoc. V ní publikoval krátkou sbírku Trapná poesie, která se stala proklamací autorova vlastního literárního stylu. Hlavními motivy jsou trapnost, stud, bezradnost nad nenaplněnými očekáváními uměleckými i politickými.
Od roku 1960 organizoval létání volnými balony, dosáhl kvalifikace pilot-instruktor. V letech 1991–1997 byl majitelem a provozovatelem cestovní a letecké dopravní kanceláře Adyton. Žil střídavě v Praze a ve Vysokém nad Jizerou, rodišti svých předků.
Literární díla mu začala oficiálně vycházet až v 90. letech. Jeho první manželka (1952–1955), Dana Prchlíková (nar. 1931), přezdívaná Dagmara, publikovala dvě básně v edici Půlnoc a její jméno dalo název Bondyho sbírce Dagmara aneb Nademocionalita (1952).

## Dílo
- Zuření (poezie z let 1949–1953) – Pražská imaginace, Praha 1992
- Snění (poezie a próza z let 1951–1955) – Pražská imaginace, Praha 1992
- Bloudění (poezie a próza z let 1962–1968) – Pražská imaginace, Praha 1992
- Probouzení (poezie z let 1975–1984) – Pražská imaginace, Praha 1992
- Nalézání (poezie z let 1985–1989) – Pražská imaginace, Praha 1992
- Felixír života – Host, Brno 2000
- Dvě prosy (Kalvárie a Kompensace) Spol. pro Revolver Revue, Praha 2004
- Jedna věta – Revolver Revue, Praha 2011

## Ocenění
Laureát Ceny Revolver Revue za rok 2006.